# リー・メジャース
リー・メジャース（Lee Majors, 本名Harvey Lee Yeary, 1939年4月23日 - ）は、アメリカ合衆国の俳優。代表作は『俺たち賞金稼ぎ!!フォール・ガイ』（コルト・シーバス）、『600万ドルの男』（スティーブ・オースチン）など。

## 人物
ミシガン州ワイアンドット生まれ。父親は生まれる前に死亡し、1歳の時に母を自動車事故で亡くした。
イースタン・ケンタッキー・ステート・カレッジ（現イースタン・ケンタッキー大学）ではフットボール選手をし、卒業後はロサンゼルスで公園管理の仕事をした後、俳優の道に進み、1965年から1969年までABCで放映されたテレビシリーズ『バークレー牧場』にヒース・バークレー役でレギュラー出演する。
1974年から1978年までABCで放映された『600万ドルの男』では、主役のスティーブ・オースチンを演じ、1981年から1986年までABCで放映された『俺たち賞金稼ぎ!!フォール・ガイ』でも、コルト・シーバス役で主演を務めた。
同1981年、日本代表で織作峰子（現在は写真家）が出場したミス・ユニバース世界大会（開催地はニューヨークのミンスコフ劇場）で、元サッカー選手のペレ、歌手のフリオ・イグレシアス、オペラ歌手のアンナ・モッフォらと共に審査員を務めた。
1984年9月5日、ハリウッド・ウォーク・オブ・フェームに星を獲得した（6931 Hollywood Blvd）。
2002年12月、『600万ドルの男』の契約により支払われるはずだった番組の純利益の15%が支払われていないとして、製作側に対し訴訟を起こす。
2003年半ば、心臓のバイパス手術を受けた。
2008年のテレビ映画『ベン10:時との戦い』では、主人公の祖父マックス・テニスンを演じた。ただし続編『ベン10:謎のチップを追え!』では、 メジャースは降板し、代わりにバリー・コービンが演じることになった。

### 私生活
1961年にカレッジ・メートの Kathy Robinson と結婚しリー・メジャースJr. （後に俳優となる）をもうけるが、1964年に離婚。
1973年、後に『チャーリーズ・エンジェル』のジル・マンロー役でブレイクする女優ファラ・フォーセットと結婚するが、フォーセットがライアン・オニールと不倫関係になって1979年に別居し、1982年に離婚。
1988年に元プレイメイト（1984年ミス12月、1985年プレイメイト・オブ・ザ・イヤー）のカレン・ベレスと結婚し、3人の子供に恵まれるが、1994年に離婚。
2002年に、女優フェイス・ノエルと結婚。
2007年、元妻のファラ・フォーセットがガンを患ったことを心配していたメジャースは、フォーセットの誕生日に電話をかけ、23年ぶりに40分間会話をした。
2009年、フォーセットが闘病の末死去すると、「彼女は地上のエンジェルだった。そして今、永遠のエンジェルとなった」と弔意を表した。

## 主な出演作品

### 映画
| 公開年 | 邦題 原題                                           | 役名                   | 備考                      | 日本語吹替 |
| ------ | --------------------------------------------------- | ---------------------- | ------------------------- | ---------- |
| 1964   | 血だらけの惨劇 Strait-Jacket                        | フランク・ハービン     | クレジットなし            |            |
| 1967   | ブルー・マイアミ Clambake                           | レストランの男         | クレジットなし            |            |
| 1968   | ウィル・ペニー Will Penny                           | ブルー                 |                           | 不明       |
| 1970   | L・B・ジョーンズの解放 The Liberation of L.B. Jones | スティーブ・マンダイン | キネマ旬報ベストテン第9位 |            |
| 1978   | バトル・オブ・ザ・バイキング The Norseman           | ソルヴァルド           | 日本劇場未公開            |            |
| 1979   | キラーフィッシュ Killer Fish                        | ロバート・ラスキー     |                           | 広川太一郎 |
| 1979   | 超高層プロフェッショナル Steel                      | マイク・キャットン     | 兼製作総指揮              | 広川太一郎 |
| 1981   | ラスト・カーチェイス The Last Chase                 | フランクリン・ハート   |                           | 羽佐間道夫 |
| 1981   | レッスン・イン・ラブ Circle of Two                  | パトロン               | クレジットなし            |            |
| 1988   | 3人のゴースト Scrooged                              | 本人役                 |                           | 有本欽隆   |
| 1990   | 刑事ゲーブル/マフィアの標的 Keaton's Cop            | マイク・ゲーブル       | 不明                      |            |
| 2000   | N.Y.殺人捜査線2 Primary Suspect                     | ブレイク               | 日本劇場未公開            | 長克巳     |
| 2001   | クールボーダー Out Cold                             | ジョン・メジャーズ     |                           | 堀勝之祐   |
| 2002   | ビッグ・ライアー Big Fat Liar                       | ヴィンス               | 日本劇場未公開            | 堀部隆一   |
| 2007   | 最凶家族計画 The Brothers Solomon                   | エド・ソロモン         | 日本劇場未公開            | 不明       |
| 2011   | カウントダウン 合衆国滅亡の時 Jerusalem Countdown   | アーリン・ロックウェル | 日本劇場未公開            | 不明       |
| 2021   | ブラックウォーター 潜水艇ナルコサブ Narco Sub       | ダラス・チャップマン   | 日本劇場未公開            | 増田啓人   |
| 2022   | VETERAN ヴェテラン リベンジ Renegades               | カーヴァー             | 日本劇場未公開            | 菊池康弘   |
| 2024   | フォールガイ The Fall Guy                           | The Fall Guy           | カメオ出演                | 佐々木勝彦 |

### テレビ映画
| 放映年 | 邦題 原題 | 役名                     | 備考                                                                            | 日本語吹替   |
| ------ | --- | ------------------------ | ------------------------------------------------------------------------------- | ------------ |
| 1970   | 悪夢のウィークエンド/恐怖の尼僧誘拐 Weekend of Terror                                                                   | ラリー                   |                                                                                 |              |
| 1973   | サイボーグ大作戦 The Six Million Dollar Man                                                                             | スティーブ・オースチン   | 『600万ドルの男』のパイロット版第1弾                                            |              |
| 1973   | ミサイル大爆発! 核兵器売ります Wine,Women and War                                                                       | スティーブ・オースチン   | 『600万ドルの男』のパイロット版第2弾                                            |              |
| 1973   | 対決! サイボーグ国際誘拐シンジケート The Solid Gold Kidnapping                                                          | スティーブ・オースチン   | 『600万ドルの男』のパイロット版第3弾                                            |              |
| 1977   | 勇気ある友情 Just a Little Inconvenience                                                                                | フランク・ローガン       |                                                                                 |              |
| 1983   | SFスターフライトI Starflight One                                                                                        | コーディ・ブリッグス     |                                                                                 | 青野武       |
| 1987   | バイオニック・ジェミー スペシャル 蘇った地上最強の美女 The Return of the Six Million Dollar Man and the Bionic Woman    | スティーブ・オースティン | 『600万ドルの男』及び『地上最強の美女バイオニック・ジェミー』の続編             |              |
| 1988   | ハリス家の人びと Danger Down Under                                                                                      | リード・ハリス           |                                                                                 |              |
| 1989   | バイオニック・ジェミー スペシャル 地上最強の美少女誕生 Bionic Showdown: The Six Million Dollar Man and the Bionic Woman | スティーブ・オースティン | 『600万ドルの男』及び『地上最強の美女バイオニック・ジェミー』の続編             |              |
| 1991   | ファイアー Fire: Trapped on the 37th Floor                                                                              | スターリング             |                                                                                 |              |
| 1994   | Bionic Ever After? | スティーブ・オースティン | 『600万ドルの男』及び『地上最強の美女バイオニック・ジェミー』の続編、日本未放映 |              |
| 2007   | ベン10:時との戦い Ben 10: Race Against Time                                                                             | マックス・テニスン       |                                                                                 | たてかべ和也 |

### テレビドラマ
| 放映年    | 邦題 原題                                             | 役名                         | 備考                                                      | 日本語吹替 |
| --------- | ----------------------------------------------------- | ---------------------------- | --------------------------------------------------------- | ---------- |
| 1965      | ガンスモーク Gunsmoke                                 | デイヴ                       | シーズン10第21話「Song for Dying」                        |            |
| 1965      | ヒッチコック劇場 The Alfred Hitchcock Hour            | ハワード・ホワイト           | シーズン10第26話「The Monkey's Paw—A Retelling」          |            |
| 1965-1969 | バークレー牧場 The Big Valley                         | ヒース・バークレー           | 計112話出演                                               | 野沢那智   |
| 1970      | 華麗なる世界 Bracken's World                          | フランク・カーヴァー         | シーズン1第19話「Super-Star」                             |            |
| 1970-1971 | バージニアン The Virginian                            | ロイ・テイト                 | 計24話出演                                                |            |
| 1971      | ドクター・ウィルビー Marcus Welby, M.D.               | ジェス・ブランドン           | シーズン3第6話「Men Who Care: Part 1                      |            |
| 1972      | 西部二人組 Alias Smith and Jones                      | ジョー・ブリッグス           | シーズン2第16話「The McCreedy Bust: Going, Going, Gone!」 |            |
| 1974-1978 | 600万ドルの男 The Six Million Dollar Man              | スティーブ・オースチン       | 計99話出演                                                | 広川太一郎 |
| 1976      | 地上最強の美女バイオニック・ジェミー The Bionic Woman | スティーブ・オースティン大佐 | 計6話出演 『600万ドルの男』のスピンオフ作品               | 広川太一郎 |
| 1981-1986 | 俺たち賞金稼ぎ!!フォール・ガイ Fall Guy               | コルト・シーバス             | 計112話出演                                               | 小林勝彦   |
| 1998      | 炎のテキサス・レンジャー Walker, Texas Ranger         | ベル                         | シーズン6第11話「闇の街」                                 |            |
| 1999      | S.O.F. Soldier of Fortune, Inc.                       | トム・ウィンターズ           | 「Critical List」                                         |            |
| 2000      | V.I.P.                                                | ジェド・アイアンズ           | シーズン2第22話「パパはスパイ!?」                         |            |
| 2002      | サン・オブ・ザ・ビーチ Son of the Beach               | Colonel Seymore Kooze        | 計3話出演                                                 |            |
| 2005      | ふたりは友達? ウィル&グレイス Will & Grace            | Burt Wolfe                   | シーズン7第21話「It's a Dad, Dad, Dad, Dad World」        |            |
| 2008      | Weeds ママの秘密 Weeds                                | Minute-Man Leader            | 計3話出演                                                 |            |
| 2008      | コールドケース 迷宮事件簿 Cold Case                   | ディーン・ロンドン           | シーズン6第11話「スチュワーデス」                         |            |
| 2010      | ヒューマン・ターゲット Human Target                   | 先代クリストファー・チャンス | シーズン1第12話「クリストファー・チャンス」               |            |
| 2011      | グレイズ・アナトミー 恋の解剖学 Grey's Anatomy        | チャック・ケイン             | シーズン8第6話「ポーカーフェイス」                        |            |
| 2012      | CSI:ニューヨーク CSI: NY                              | ポール・バートン             | シーズン8第14話「ラナ・グレゴリーの瞳」                   |            |
| 2013      | ダラス Dallas                                         | ケン・リチャーズ             | 計3話出演                                                 |            |
| 2013-2014 | シングルパパの育児奮闘記 Raising Hope                 | ラルフ                       | 計2話出演                                                 |            |
| 2016-2018 | 死霊のはらわた リターンズ Ash vs Evil Dead            | ブロック・ウィリアムズ       | 計8話出演                                                 |            |
| 2018      | フラーハウス Fuller House                             | ジェームス                   | シーズン4第6話「エンジェルたちの夜遊び」                  |            |
| 2019      | 私立探偵マグナム Magnum P.I.                          | ラッセル・ハーラン           | シーズン2第7話「秘密の部屋」                              |            |
| 2019-2020 | サンダーバード ARE GO Thunderbirds Are Go             | ジェフ・トレーシー           | 計3話声の出演                                             |            |

### ビデオゲーム
| 発売年 | 邦題 原題                                                          | 役名                     | 備考     |
| ------ | ------------------------------------------------------------------ | ------------------------ | -------- |
| 2002   | グランド・セフト・オート・バイスシティ Grand Theft Auto: Vice City | ビッグ・ミッチ・ベイカー | 声の出演 |

## 参照
1. 1 2 3  “リー・メジャース”.  Allcinema ONLINE. 2009年7月21日閲覧。
2. 1 2 3 4  “Lee Majors” (英語).  NNDB. 2009年7月21日閲覧。
3. 1 2  Erickson, Hal. “Lee Majors” (英語).  Allmovie. 2009年7月21日閲覧。
4. ↑  “Lee Majors” (英語).  UPI.com. 2009年7月21日閲覧。
5. ↑  “「600万ドルの男」が訴訟”. シネマトゥデイ. (2003年1月28日) 2009年7月21日閲覧。{{cite news}}:  CS1メンテナンス: 先頭の0を省略したymd形式の日付 (カテゴリ)
6. ↑  “Lee Majors' Bionic Battle” (英語). E! Online. (2003年1月24日) 2009年7月21日閲覧。{{cite news}}:  CS1メンテナンス: 先頭の0を省略したymd形式の日付 (カテゴリ)
7. ↑  Lee Majors II - IMDb（英語）
8. ↑  Markfield, Alan (1980年1月14日). “Lee's Love Lost” (英語).  ピープル. 2009年7月21日閲覧。
9. ↑  McMurran, Kristin (1981年5月11日). “Rowdy Romance” (英語).  ピープル. 2009年7月21日閲覧。
10. ↑  “Karen Velez” (英語).  PLAYBOY. 2009年7月21日閲覧。
11. ↑  “Farrah Fawcett Reunited With Ex Lee Majors Before Death” (英語). US Magazine. (2009年6月30日) 2009年7月21日閲覧。{{cite news}}:  CS1メンテナンス: 先頭の0を省略したymd形式の日付 (カテゴリ)
12. ↑  Fleeman, Mike (2009年6月25日). “Hollywood Pays Tribute to Farrah Fawcett” (英語). ピープル 2009年7月21日閲覧。{{cite news}}:  CS1メンテナンス: 先頭の0を省略したymd形式の日付 (カテゴリ)